# Shopper-marketing
Shopper-marketing er en form for markedsføring, der sker i butiksmiljøet og bestræber sig på at gøre personer på indkøb til købere af produktet. Målet for shopper-marketing er altså at afføde købsbeslutninger i butikken, tæt på produktet. Produktets forbruger og shopper kan være forskellige personer. Eksempelvis kan en familiemor måske stå for 90 % af hele familiens dagligvareindkøb, hvor forbruget nok fordeler sig jævnt på fire forskellige familiemedlemmer.

## Baggrund
Ud fra dagligvarehandlens (retailers) perspektiv vil shopper-marketing sige, at vareleverandørerne retter deres marketingsinvesteringer mod butikkerne i stedet for de traditionelle medieinvesteringer. Endvidere har en markant baggrundsfaktor for opståelsen af shopper-marketing været de handlendes mere præcise forståelse af kunderne og købsadfærden, her hjulpet godt på vej af it-systemer (f.eks. købsdata fra stamkundekort). Vareleverandørernes investeringer i shopper-marketing vokser 21 % om året; f.eks. investerer Procter & Gamble ifølge deres regnskabsoplysninger mindst 500 mio. euro i shopper-marketing. F.eks. har følgende undersøgelsesresultater dirigeret investeringer fra forbrugermarketing til shopper-marketing:
- 70 % af brandvalgene foretages i butikken[1]
- 68 % af købsbeslutningerne er ikke planlagte[3]
- 5 % er loyale over for et brand i en given produktgruppe[4]

## Delområder
Udgangspunktet for shopper-marketing er altid shopperen, dvs. en person, der er ude på indkøb. Som tiltag betyder shopper-marketing derfor en markedsføringsmæssig stimulus ude i butikken, der fanger shopperen, og som er baseret på en forståelse af shopperens købsadfærd. Shopper-marketing kan som i det traditionelle marketing-mix deles op i fire P’er: Produkt, Pris, Placering og Promotion.

- Produkt: størrelse, form, farve, materiale, emballage, emballagens budskaber og grafik.
- Pris: prisnedsættelser, pakketilbud, priskommunikation og kuponer
- Placering: butikskoncept, belysning, gange med reoler samt placering af specialudstillinger
- Promotion: emballagepromotioner, butikspromotioner, promotionskommunikation, specialudstillinger, butiks-tv, gulvklistermærker, reklamer på indkøbsvogne og -kurve.

## Købsadfærdsinformation
Shopperens købsadfærd får vi information om vha. tre forskellige infoindsamlingsmetoder: observationer, interviews og kassesystemet. Gennem observationerne i butikkerne undersøges det, hvordan shoppers adfærd er, når han/hun køber produktet. F.eks. længden af købsprocessen, hvad bemærkede, rørte og undersøgte kunden, og hvad blev der købt, samt købsvaner der påvirker processen. Gennem interviewene undersøges motiver, der styrer købsadfærd. Som oftest er de ting, der skal undersøges, produktets grad af erstattelighed og genkendelse af substitutter, værdsættelse og indstillinger, ønsker og motivationsfaktorer foruden livsstil og livssituation. Kassesystemet fortæller os noget om, hvornår og hvilke produkter, der er blevet solgt. Endvidere kan vi via stamkundekortene henføre købskvitteringerne til bestemte shoppere. Således får vi en absolut viden om, hvad og hvordan den enkelte shopper har købt. Den dybeste indsigt i shopperens købsadfærd får vi ved at kombinere informationen fra ovennævnte former for vidensindsamling, så vi får et helhedsbillede af shopperen (hvordan, hvorfor, hvad og hvor).

## Segmentering af shopperne
Ved udfærdigelse af en shopper-segmentering deles markedet op i væsentlige og målbare grupper, dvs. segmenter på baggrund af købsadfærdsinformationen. Ved hjælp af shopper-segmenteringen er det lettere at leve op til de enkelte segmenters behov. F.eks. afviger de prisfølsomme og traditionelle shoppere klart fra hinanden i deres købsadfærd. Vha. segmenteringen kan man rette marketingstiltagene mod de mest indbringende shoppere.